# Индонезийский рок
Индонезийский рок (индон. Rock Indo) — направление индонезийской музыки, возникшее, как и во всем мире, как продукт культурной глобализации. Специфика индноезийской рок-музыки и рок-видео отражает самобытные индонезийские представления об индивидуализме и взаимозависимости, модернизме, а также о сверхъестественном. Некоторые индонезийские рок-группы выступают в стиле Дангдут, который возник как реакция на приток в страну популярной американской музыки в 1960-е годы. В 1980-х годах в наметилась политизация стиля Dangdut, некоторые рок-группы выражали оппозиционные настроения.
Один из крупнейших рок-фестивалей в Индонезии — «Рок-парад» в Джакарте, который проходит на протяжении 3 дней с участием более 100 рок-групп.

## Известные рок-группы
- Slank
- HOTROCKZ
- Ahmad Band[4]
- AKA Band
- Andra and The BackBone
- Anjing Melody/Outla[5]
- Boomerang[2][6]
- The Changcuters[7]
- Cokelat[8]
- Cupumanik
- Danger Ranger
- Dewa
- Dialog Dini Hari
- God Bless[9]
- Guruh Gipsy
- Gigi
- Hellgods[10]
- Jamrud[11]
- J-Rocks
- Kantata
- Kekal
- Koes Plus
- Koil
- Navicula
- Naif[12]
- Netral[13]
- Nymphea
- Padi[14]
- Peterpan
- PowerMetal[15][16]
- Roxx
- Saint Loco
- Sajama Cut
- Seringai
- Seurieus[17]
- Sheila on 7
- Shorthand Phonetics
- Sore[18]
- Sucker Head[19]
- Superglad
- Superman Is Dead
- Survive
- Tengkorak[20]
- The S.I.G.I.T.
- The Brandals
- The Tielman Brothers[3]
- Tika and the Dissidents
- T.R.I.A.D.
- Utopia
- Zeke and the Popo
- To Be Star